# フランク・ミシュラン
フランク・ミシュラン（Franck Michelin、1969年 - ）は 帝京大学経済学部国際経済学科教授。フランス出身の歴史学者。フランス海外学士院会員。リヨン政治学院客員教授、前明治大学国際連携機構特任准教授。モントリオール大学東アジア研究所客員教授。パリ第4大学（パリ・ソルボンヌ）附属ローラン・ムニエ研究所 准研究員、リヨン東アジア研究所 共同研究員、財団法人日仏会館フランス事務所協力研究員。
専門は日本近現代政治経済史、日本近現代軍事史、ヨーロッパ・アジア政治経済・軍事史、国際関係史。大学グローバル化にも携わる。使用言語は話し言葉と読み書き含めフランス語、日本語、英語。

## 人物・来歴
パリ出身。パリ第4大学（パリ・ソルボンヌ）にて博士号取得。パリ第1大学（パンテオン・ソルボンヌ）にて歴史学（近現代国際関係史）修士。パリ東洋言語文化大学 (INALCO）にて論文：「「日本の政策の岐路：仏印への侵入ー1940年6月1日〜29日ー」、ピエール＝フランソア・スイリ（Pierre-François Souyri）教授指導により日本現代史の (DEA)を取得。
日本政府国費留学生として来日し、立教大学大学院文学研究科・史学専攻で学部から大学院までの4年間、太平洋戦争史研究の専門家として海外でも評価の高い粟屋憲太郎教授から指導を受け、ゼミ生としても学ぶ。2002年立教大学文学研究科史学専攻単位取得退学。
2002年より3年間、筑波大学大学院人文社会科学研究科・講師。中央大学法学部非常勤講師を兼任。
2005年よりフランス政府留学局日本支局の立ち上げまもなく、在日フランス大使館文化部留学担当官、フランス政府留学局(Campus France)局長として、歴代の局長のなかで唯一フランス外務省より日本に派遣され任務を行う。
2010年より明治大学国際連携機構特任准教授。2011年より上智大学大学院グローバル・スタディーズ研究科で英語による国際関係史のゼミも担当。
流暢な日本語を話し近現代史が専門分野であることから、日本の漢字カタカナまじりの戦時中の資料、文献も読み解く。また在日フランス大使館留学担当官として任務にあたった経験から、日本とフランスの高等教育機関について知識が深い。
2015年、博士論文『太平洋戦争直前の仏領インドシナと日本の南進』で、日本にて第32回渋沢・クローデル賞を、同年、同論文でフランスにてフランス海外学士院研究奨励賞を受賞。2019年4月その授賞論文を« La guerre du Pacifique a commencé en Indochine 1940-1941: 1940-1941 »のタイトルで単著としてPASSÉS COMPOSÉSより上梓。本論文の執筆では、フランス語、英語の資料だけでなく、多くの日本語文献を渉猟し、日仏両国の史実や経済事情の分析、中・米・英・蘭・ 独・ソ連等の政策、ベトナム独立運動の分析、その上で日本の政策決定過程を考察した。そのためパリ・ソルボンヌ大学のDominique Barjot 教授と早稲田大学政経学部の坪井善明 教授の日本とフランスの教授が協力し指導にあたった。
2018年フランス海外学士院会員に投票により選出される。
日本の時事問題、近現代史、日仏関係、欧州全般について、日本とフランスのメディア、雑誌などで活躍している。

## 学術論文・出版
- 2019年4月10日、« La guerre du Pacifique a commencé en Indochine 1940-1941: 1940-1941 »単著、PASSÉS COMPOSÉS
- 2015年、« Encyclopédie de la Seconde Guerre mondiale »（『第二次世界大戦百科事典』）共著、Éditions Robert Laffont
- 2013年、« Indochine, des terres et des hommes, 1856-1956 »（『インドシナ、その地域と人間－1856〜1956年－』）共著、ガリマール出版社(Éditions Gallimard|Éditions Gallimard)
- 2011年、« Le Japon: Des samouraïs à Fukushima (collectif)（『日本の歴史－侍の時代からフクシマに至るまで』）共著、Fayard
- 2007年6月、「日本の南進政策と仏領インドシナ進駐　研究概略と方法試論」単著、『アジア遊学』第98号、勉誠出版、72～81頁。
- 2007年2月、« L’enseignement de l’histoire contemporaine au Japon : contexte et expérience personnelle »「日本における近現代史の教育背景と体験」単著、Le Banquet[10] 第24号、Centre d'étude et de réflexion pour l'action politique (CERAP)、149～163頁。
- 2006年5月、「フランスにおける日本近現代史研究の動向」単著、『歴史としての日本国憲法年報・日本現代史』第11号、現代史料出版、243～261頁。
- 2004年7月、« Décider et agir. L’intrusion japonaise en Indochine française (juin 1940) »（「1940年6月における日本の仏領インドシナへの進駐政策の決定と実施」）単著、Vingtième Siècle（パリ政治学院）刊行、第83号、75～93頁。
- 2003年9月、« La rencontre de deux destins : l’expansion vers le sud du Japon et l’Indochine française au mois de juin 1940 »（「二つの運命の出会い：1940年6月における日本の南進政策と仏領インドシナ」）単著、Ebisu. Études japonaises 第30号、日仏会館、5～31頁。
- 2003年7月、« La culture européenne au Japon : grandeur et décadence ? »（「日本における欧州文化：栄光の後、衰退なのか」）単著、France Forum 第10号、31～33頁。
- 2003年6月、« Avant l’Irak, le Japon. Le protectorat américain » （「イラクの前に、日本。米国の保護制度」）単著、L’Histoire　第 277号、16～17頁。
- 2002年12月、« Le Procès des criminels de guerre japonais »（「東京裁判」）単著、L’Histoire第271号、54～62頁。

## 学会発表
- 2019年中国、浙江大学にて
- 2018年 アメリカ、マサチューセッツ工科大学世界経済史会議にて
- 2016年　フランス領ポリネシア　タヒチのポリネシア大学の国際シンポジウムにて
- 2015年　ベトナム　ハノイの国際シンポジウムにて
- 2014年

「日本軍によるベトナム進駐－独立の出発点－」( L’occupation du Vietnam par le Japon, point de départ de l’indépendance)  「国際シンポジウム：植民地時代のフランス領インドシナから現在のベトナムに至るまで」（"De l’Indochine coloniale au Viêt Nam actuel"）、パリ・海外地域学術院(Académie des sciences d'outre-mer)にて、学術院会員デンマーク王配ヘンリク殿下出席、3月20〜22日。
- 2010年

Hawks vs. Doves? The Analysis of the Occupation of Northern French Indochina Process as a Way to Transcend a Historical Myth（「鷹対鳩－歴史的な俗説を超越するための北部仏印進駐課程の分析－」）、Asian Studies Conference Japan (ASCJ)、国際基督教大学、6月25〜26日。
- 2001年

L’Indochine au cœur de la politique du Japon : le mois de juin 1940（「日本の政策の核心としての仏印：1940年6月」）、フランス大使館科学技術部「科学の日々」、国立オリンピック記念青少年総合センター、11月19日。
- 2001年

La politique indochinoise du Japon au mois de juin 1940 : faits, causes, objectifs（「1940年6月における仏印に対しての日本の政策、出来事・原因・目標」）、東京日本研究協会（SEJT）、日仏会館、2月23日。
ほか

## 講演
- 2021年5月11日「La guerre du Pacifique a commencé en Indochine太平洋戦争はインドシナにて始まった—紛争勃発に至るまでを再考する」日仏会館・フランス国立日本研究所主催
- 2021年2月１７日　「Le processus de décision au Japon, de Pearl Harbour à la Covid 19 」在日フランス人会UFE JAPON(Union des français de l'étranger  )主催
- 2018年11月7日　ドイツ大使館、フランス大使館、上智大学が共同開催した第1次世界大戦終結のシンポジウムにて司会と講演
- 2016年1月22日 第32回渋沢・クロデール賞受賞記念講演「日仏関係に激震」：1940〜41年の「仏印進駐」財団法人日仏会館[11]
- 2015年10月はパリソルボンヌ大学、エコールノルマル・リヨン、ナント大学、ロリアンでの軍事史学会にて講演
- 「米国、中国との関係だけで本当に十分か？ ― 日欧関係の歴史及び未来について」インテンシブのconference de civilisationとして、慶應義塾大学湘南藤沢キャンパス、2008年8月1日。

ほか

## 国際会議
- 2012年ロシアAPEC、2013年ロシアAPECでは、APEC（アジア太平洋経済協力）高等教育会議[12]（ロシア、ウラジオストク）に日本代表団として出席。ほか。

## メディア

### インタビュー
- 2017年12月18日　東京新聞、東京レター
- 2015年9月3日：読売新聞文化面、渋沢クローデル賞「受賞者の横顔」

### フランスと日本の出演番組　　フランス
- 2018年12月11日ラジオ・フランス　France Cultureカルロス・ゴーン氏にかかる一連の出来事を解説。
- 2018年2月6日：ラジオ・フランス　France Culture 日本の天皇退位について解説。
- 2017年9月28日：ラジオ・フランスＦrance Culture 2017年、日本の衆議院選挙について解説。
- 2016年4月13日：ヨーロッパ最大のメーディアグループRTLグループのRTLのジャーナリストRémi Sulmont氏のラジオ番組「RTL vous en parle déja présenté 」で「核問題において、オバマ大統領の広島訪問が現実となるか」解説。
- 2015年9月9日と12月23日：ラジオ・フランス[13] の時事問題番組[14] に日本から生出演。海を巡る日中間の緊張問題等解説

### 日本
NHK Eテレ　『木村多江の、いまさらですが...』パリ・フランスの２０世紀　シャネルとドゴール　7月2２日監修、出演
　NHK Eテレ　『木村多江の、いまさらですが...』フランス革命と二人の画家　2024年6月24日監修、出演
- BS日テレ『深層NEWS』2018年12月10日 世界が注目ゴーン逮捕　長期勾留に批判噴出？　日仏で違う反応ナゼ？ 【ゲスト】熊﨑勝彦（元東京地検特捜部長）、フランク・ミシュラン（帝京大学教授）
- TBS『あさチャン』2018年12月10日フランスのデモ、行き過ぎた人々による暴動の区別について
- 日本テレビ『ウェークアップ!ぷらす』2018年12月　日産・ルノー問題、パリ暴動関連
- テレビ朝日『ワイド！スクランブル』2018年11月　日産・ルノー問題
- テレビ朝日『羽鳥慎一モーニングショー』2018年11月　日産・ルノー問題
- BS朝日 『日曜スクープ』2018年11月　日産・ルノー問題
- 日本テレビ『情報ライブ ミヤネ屋』2018年11月　日産・ルノー問題
- BS朝日 『いま世界は』2017年５月７日　「フランス大統領選決選投票！今回は何かが違う!? この選挙が今後のＥＵ、そして日本にもたらす影響を徹底分析する。」 生出演。【コメンテーター】伊藤洋一 (エコノミスト）、ロバート・キャンベル（日本文学研究者）【ゲスト】羽場久美子（青山学院大学大学院教授
- BS朝日『いま世界は』2015年1月18日、「テロの拡大を招くのか？徹底検証！フランス人に問う表現の自由と侮辱の境界」生出演。

襲撃事件の引き金ともいわれる風刺画。「表現の自由」と「宗教の尊厳」をいかに扱うべきか？そもそも世界の風刺文化とは？検証する。
【コメンテーター】手嶋龍一（慶應大学大学院教授・外交ジャーナリスト）、五十嵐浩司（前朝日新聞編集委員）、パックン（タレント）
・BS朝日 『いま世界は』2012年6月24日、「ギリシャ、EUの運命は・・・〜ユーロの未来を検証」生出演。【コメンテーター】外岡秀俊（元朝日新聞編集委員）、高橋進（日本総研理事長）、金慶珠（東海大学国際学科准教授）
・BS朝日 『いま世界は』2012年1月29日、｢ユーロ正念場！独仏伊3人の論客が本音討論」生出演。論者：ラルフ・ベーベンロート(神戸大学経済経営研究所 准教授)、パンツェッタ・ジローラモ(タレント）【コメンテーター】川村晃司 (テレビ朝日コメンテーター）、ロバート・キャンベル（東京大学教授）、宋文洲（経営コンサルタント）ほか

### 新聞取材・TV番組制作協力
１ フランスの新聞　リベラシオンにおける日本での取材コーディネート、及び通訳　2016年秋
２NHK BS特集 2010年1月3日(日) 19:10～21:00
「核なき世界へ　オバマの衝撃」 にて柳澤秀夫解説委員（2012年より解説委員長）のフランス・パリでの以下の専門家取材の通訳を担当
ブルーノ・テルトレ　FRS（フランス戦略研究財団）研究長 研究分野；アメリカの戦略、大西洋横断関係、アジアの安全保障、核拡散問題、核抑止問題、軍事戦略、テロリズム　『アジアの核』2001年、『アメリカはどこへ向かうのか？』2007年、『核兵器』2008年、『2025年を視野に。アジアにおける戦略の諸問題：未来を予測』2008年、『爆弾の闇取引』2009年
ドミニク・ダビッド IFRI（仏国際関係研究所）副所長(Executive Vice-President) 専門分野は安全保障問題、軍事戦略、核拡散、軍縮。特に仏、ロシア、欧州に詳しい。国防省防衛議会のメンバー。『ロシア、プーチン以後』2009年『10年後、駆け引きは3者で行われる：ワシントン、モスクワ、北京』(2007年ル・モンド)